# Jeff Schlupp
Jeffrey Schlupp, né le 23 décembre 1992 à Hambourg (Allemagne), est un footballeur international ghanéen qui évolue au poste de défenseur à Norwich City.

## Carrière
Il signe son premier contrat professionnel avec Leicester City en 2010. Le 14 mars 2011 il rejoint Brentford en prêt. Il fait ses débuts pour Leicester le 9 août 2011, marquant 3 buts contre Rotherham United dans la Coupe de la ligue.

## Palmarès
- Leicester City
  - Champion d'Angleterre de D2 en 2014.
  - Champion d'Angleterre en 2016.
- Celtic FC
  - Champion d'Écosse en 2025
  - Finaliste de la Coupe d'Écosse en 2025